# Professor Layton en het Masker der Wonderen
Professor Layton en het Masker der Wonderen is een puzzelavonturen computerspel ontwikkeld door Level-5 en uitgegeven door Nintendo. Het spel verscheen in tegenstelling tot zijn voorgangers niet op de Nintendo DS, maar op de Nintendo 3DS. Dit is het vijfde spel in de hoofdserie van de Professor Layton-franchise. Chronologisch gezien is dit het tweede spel.
Het spel werd geproduceerd door Akihiro Hino en de muziek werd gecomponeerd door Tomohito Nishiura. Akira Tago leverde de puzzels voor het spel. Er zijn 150 puzzels te vinden in het spel. Daarnaast zijn er 365 dagelijkse puzzels te downloaden via Nintendo Network.

## Spelervaring
Net als in de voorgaande delen moet de speler omgevingen verkennen, puzzels oplossen en mysteries ontrafelen. Het oplossen van puzzels levert picarats op: hoe minder fouten de speler maakt, hoe meer picarats een puzzel oplevert. Voor welke puzzel kunnen drie reguliere hints en één superhint worden gekocht met hintmunten die overal tijdens het verkennen te vinden zijn. 
De besturing is iets anders dan in de voorgaande delen. Waar de speler in de voorgaande delen meteen op het touchscreen kon tikken om dingen te verkennen of om niet-speelbare personages aan te spreken, moet de speler nu eerst het op het vergrootglas tikken. Dit vergrootglas verandert van kleur wanneer deze over iets heen wordt gesleept waar interactie mee mogelijk is.
Het spel is een 3D te spelen en er zijn een aantal puzzels die gebruik maken van Nintendo 3DS' gyroscoopfunctionaliteiten. Ook tijdens het puzzelen heeft het bovenste scherm een 3D-weergave. De speler heeft zelf de keus of de omschrijving van de puzzel op het onderste of op het bovenste scherm staat. 
Net als in voorgaande delen heeft Masker der Wonderen een aantal nieuwe minigames. Nieuwe uitdagingen worden vrijgespeeld door het oplossen van puzzels. De minigames zijn als volgt:
- Speelgoedrobot: Leid je robot op hindernisbanen naar het doel. Op het parkoers loopt de robot drie vakjes in de richting die de speler aangeeft. De robot moet bij het doel komen zonder dat hij vijanden raakt of zonder energie komt te zitten.
- Het winkeltje-van-alles: Rangschik als winkelbeheerder de voorwerpen volgens bepaalde regels op de planken, zodat de klant zijn oog steeds weer op een nieuw voorwerp laat vallen.  Als de klant alle voorwerpen koopt, heb je het schap voltooid!
- De konijnenshow: Train het konijn zodat het een echte circusartiest wordt! Help het konijn bij het bedenken van nieuwe trucs, zodat hij tegenover de circusdirecteur kan bewijzen dat hij een waardig lid van het circus is.

Tot slot zijn er nog twee niet-optionele minigames in het verhaal. In het begin moet de speler paardrijden: ontwijk de tonnen en pak wortels om sneller te gaan. Halverwege het spel is er een top-down-segment. Hierin ziet de speler Layton van bovenaf en moet deze hem door een ondergrondse ruïne navigeren. Layton moet rotsen aan de kant duwen, graven op verschillende plekken en mummies ontwijken.
Er zijn in totaal 150 puzzels te vinden in het verhaal. Wanneer de speler verbonden is met Nintendo Network zijn er 365 dagelijkse puzzels beschikbaar. Deze puzzels verschenen een jaar lang wekelijks (dus zeven per keer), sinds een jaar na de verschijningsdatum van de game zijn alle dagelijkse puzzels in een keer beschikbaar.

## Verhaal

### Synopsis
"Dit vijfde deel in de serie begint met Layton, Luke en Emmy, korte tijd na de gebeurtenissen in Professor Layton en de Melodie van het Spook. Het dappere drietal krijgt het verzoek om de mysterieuze Gemaskerde Heer te stoppen die de stad Monte d’Or terroriseert met duistere toverkunsten. De professor vermoedt de invloed van het Masker der Chaos, een masker dat volgens de verhalen bijzondere krachten geeft aan wie het draagt. Zijn onderzoek voert Layton terug naar een duistere periode in zijn verleden, waar misschien wel de oplossing schuilt voor de problemen van het heden..." (Nintendo, 2012) 

### Samenvatting

#### Het avontuur
Professor Hershel Layton, zijn assistente Emmy Altava en zijn leerling Luke Triton arriveren in woestijnstad Monte d'Or om op verzoek van Angela Ledora, een jeugdvriendin van Layton, een aantal vreemde gebeurtenissen te onderzoeken. Als snel maken ze kennis met een persoon die zichzelf de Gemaskerde Heer noemt. Hij draagt het Masker der Chaos, een eeuwenoud artefact van de Azran. Met zijn 'wonderen' laat hij onder andere schilderijen tot leven komen en verandert hij mensen in standbeelden. Tijdens het onderzoek vertelt Layton dat hij achttien jaar geleden samen met zijn goede vriend Randall Ascot (die een relatie heeft met Angela) een Azran ruïne heeft verkend heeft, nadat Randal het Masker der Chaos in zijn bezit kreeg en het onderzoek naar de Azran wilde doorzetten. In de ruïne loopt Randall in een val en stort in de diepte. Layton ontdekt een grote schat, maar claimt die niet en onthult aan niemand de locatie ter nagedachtenis aan Randall. Henry (Randalls butler en surrogaat broer) zet een grootste zoektocht op. Hij vindt uiteindelijke de grote schat en gebruikt die voor de oprichting van Monte d'Or. Een paar jaar later trouwt hij met Angela.
Layton ontmaskert de 'wonderen' als ingewikkelde goocheltrucs en krijgt te horen dat vroegere vriend Dalston is gearresteerd. De politie verdenkt hem ervan Henry er in te willen luizen, omdat hij een hotelketen heeft die concurreert met die van Henry. Dalston beweert echter dat het Angela is die Henry er in probeert in te luizen om hem Randall te wreken - Henry zou verantwoordelijk zijn voor Randalls dood. De gemaskerde heer valt de stad opnieuw aan en kondigt aan dat zijn volgende, tevens laatste 'wonder' de volgende avond zal plaatsvinden. Dalstons naam wordt gezuiverd en hij komt vrij. Layton verdenkt Henry en Angela er van dat ze iets achter houden, omdat ze zich vreemd gedragen. Het team moet nu op zoek naar het Masker der Orde, de tegenhanger van het Masker der Chaos.

#### De ontknoping
De volgende avond confronteren ze de gemaskerde man en hij onthult zijn ware identiteit: Randall Ascot. Na zijn val in de diepte werd hij gered door een aantal dorpelingen. Hij had geen herinneringen aan vroeger en woonde in het dorp, totdat hij een anonieme brief ontving. De brief bracht zijn geheugen terug, maar liet hem ook geloven dat Henry en Layton hem verraden hadden en brachten hem op het idee als de gemaskerde wraak te nemen. Randall ontsteekt explosieven, Monte d'Or dreigt begraven te worden in het zand. Layton deduceert dat het Masker der Chaos en het Masker der Orde samen een geheel vormen. Met Angela's hulp lost hij de Azraanse puzzel op, waarna een verborgen kluis verschijnt en de stad oprijst,
Nu de stad gered is van de ondergang, onthult Layton dat Randall al die tijd gemanipuleerd is door Jean Descole, die op dat moment Angela gekidnapt had en haar identiteit heeft overgenomen. Nu zijn vermomming is doorzien, vlucht hij. Henry legt aan Randall uit dat hij nooit is gestopt met zoeken naar hem en dat zijn huwelijk met Angela schijn is om anderen op afstand te houden. Het hele imperium van Ledore staat op naam van Randall, wachtend op zijn terugkeer. Randall en zijn familie en vrienden herenigen. Layton, Emmy en Luke vertrekken, op weg naar een nieuw avontuur.

#### Epiloog
Descole heeft eindelijk de Oneindige Tunnel van Akbadain waar hij naar op zoek was gevonden, maar zijn blijdschap is van korte duur: hij wordt aangevallen door een soort soldaten. De leider verklaart dat dit samen met De Tuin der Genezing uit Misthallery (Professor Layton en de Melodie van het Spook) en Ambrosia, De Stad der Harmonie (Professor Layton en de Eeuwige Diva) de drie erfenissen van de Azran vormt. Als hij klaar is met zijn plan, heeft hij de kracht van de Azran in handen.

## Rolverdeling
In de aftiteling van het spel worden onderstaande stemacteurs vermeld. Daarbij wordt niet vermeld welk personage of welke personages zij hebben ingesproken. 
| Stemacteur        | Rol         |
| ----------------- | ----------- |
| Jim Berghout      |             |
| Daphne Groot      |             |
| Marieke de Kruijf |             |
| Jan Nonhof        | Descole     |
| Leo Richardson    |             |
| Birgit Schuurman  | Emmy Altava |
| Bart Vanlaere     |             |
| Martina Berne     | Luke Triton |
| Marcel Jonker     | Leon Bronev |
| Ine Kuhr          |             |
| Rutger le Pool    |             |
| Robin Rienstra    |             |
| Victor van Swaay  |             |